# Гейл Галворсен
Гейл Галворсен (англ. Gail Halvorsen; 10 жовтня 1920, Солт-Лейк-Сіті, Юта, США — 16 лютого 2022) — пілот американської транспортної авіації, який під час голодоморної блокади Західного Берліна брав участь в операції «Берлінський повітряний міст» у 1948—1949 роках.

## «Берлінський повітряний міст»
Перед приземленням в аеропорту Темпельгоф у заблокованій радянськими військами американській зоні окупації Берліна Галворсен скидав дітям, які чекали його на руїнах округу Нойкельн, солодощі на маленьких парашутиках. За участь у цій операції «Малий провіант» (англ. Little Vittles) Галворсен й інші пілоти та їх літаки одержали назву «родзинкові бомбардувальники» (нім. Rosinenbomber, англ. Raisin bombers).
Діти з нетерпінням очікували на появу Гейла Галворсена. Літаки приземлялись в Темпельгофі кожні 90 секунд, і діти не могли впізнати літак Галворсена. Тому він домовився з дітьми, що перед приземленням буде похитувати крилами (за що він одержав прізвисько «Onkel Wackelflügel», англ. «Uncle Wiggly Wings» — від англ. wiggle, похитувати).
Інформація про діяльність Галворсена швидко проникла в засоби масової інформації, що викликало хвилю підтримки. Незабаром «родзинкові бомбардувальники» скидали щодня понад 400 кг солодощів. До завершення «повітряного мосту» приблизно 25 екіпажів літаків скинули 23 тонни шоколаду, жуйок та інших солодощів у різних частинах Берліна.
Галворсен пояснив, що він хотів принести радість дітям, чиє життя у блокадному Берліні навряд чи було щасливим. Багато хто з очевидців цих подій погодився, що ці акції зробили значний внесок в формування в післявоєнній Німеччині позитивного образу американців.

## Подальша кар'єра
На початку 1970-х Галворсен повернувся до Німеччини; цього разу — у ролі керівника аеропорту Темпельгоф. Посада змушувала Гейла приймати у себе вдома офіційні зустрічі. Оскільки Галворсен — прихожанин Церкви Ісуса Христа Святих останніх днів, то він та ці зустрічі прославились його безалкогольними напоями.
У 1974 році Гейла Галворсена нагородили орденом «За заслуги перед Федеративною Республікою Німеччина». На урочистому відкритті Олімпійських ігор 2002 в його рідному Солт-Лейк-Сіті Галворсен на прохання команди Німеччини ніс табличку з написом «Німеччина».
2004 року, у віці 84 роки, Галворсен планував провести в Іраку акцію, аналогічну до тієї, котру він започаткував у Берліні; Гейл не одержав дозволу воєнної адміністрації.